# Заріччя (Звенигородський район)
Заріччя (до 1968 року — Хирівка) — село в Україні, у Стеблівській селищній громаді Звенигородського району Черкаської області. Розташоване за 19 км від Корсунь-Шевченківського. Населення — 595 осіб.

## Історія
У праці українського краєзнавця Леонтія Івановича Похилевича «Сказания о населенных местностях Киевской губернии», що вийшла у 1864 році сказано, що село Хирівка, при струмку Хоробре в 2-х верстах вище Стеблева. Налічувалось 428 мешканців, 844 десятини землі. Належало Едуарду Йосиповичу Прушинському, якого батько придбав цей маєток 19 січня 1810 року у князів Воронецьких.
Церква Сретенська (можливо церква перейменовувалася, за документами ДАЧО церква Різдво-Богородична), дерев'яна, 5-го класу; займало  59 десятин землі, зведена 1762 року. До будівництва церкви жителі вважалися прихожанами Стеблівської Преображенської церкви. Приход складають нині окрім села Хирівки також Стеблівська Миколаївка (нині — село Миколаївка), яке ще має назву — Стеблівська Гута, за 2  версти від Хирівки серед ярів, що впадають за версту у річку Рось. Налічувалось 445 мешканців, 1053 десятини землі. Належало Октавіану Костянтиновичу Підгорському.
Склименці — село, що розташовувалося за 1 версту на південь від Хирівки. Налічувалось 336 мешканців, 859 десятин земельних угідь, з якої 237 десятин у користуванні селян. Належало Сигізмунду Лонгиновичу Невлинському.
До Зарічанської сільської ради входили села Заріччя, Склименці, Миколаївка та хутір Хлерівка.
Поблизу сіл Заріччя та Миколаївки досліджено поселення черняхівської культури, городище, поселення та могильник часів Київської Русі.
У 1968 році село Хирівка на сучасну назву — Заріччя.
19 липня 2020 року, в результаті адміністративно-територіальної реформи та ліквідації Корсунь-Шевченківського району, село увійшло до складу новоутвореного Звенигородського району.

## Вулиці
В селі є вулиці — Біленька, Богуславська, Парламентарів, Шкільна, Колючина, Новоселиця.

## Заклади освіти
У селі працює «Зарічанський навчально-виховний комплекс І—ІІ ступенів», при якому діє дитячий садочок.